# Lou Sullivan
Louis Graydon Sullivan, född 16 juni 1951, död 2 mars 1991, var en amerikansk författare, talare och aktivist som arbetade för transmäns rättigheter.
Han var en av de första transmän som öppet identifierade sig som homosexuell. Hans arbete har haft stor betydelse för hur vi idag ser på sexuell läggning och könsidentitet som två olika saker.
Sullivan hjälpte transmän att få peersupport, rådgivning, hormonterapi och könsbekräftande kirurgi. Han grundade FTM International, en av de första organisationerna specifikt för FTM-personer, och hans insatser bidrog starkt till att FTM-gemenskapen växte snabbt under slutet av 1980-talet.

## Biografi
Lou Sullivan föddes 1951 i Wauwatosa, Wisconsin, och växte upp i en religiös katolsk familj i Milwaukee. Redan som barn började han skriva dagbok om sin könsidentitet och sexualitet, och under tonåren uttryckte han en längtan efter att bli sedd som den han verkligen var.
På 1970-talet engagerade han sig i trans- och gayrörelsen, identifierade sig först som en "female transvestite" och senare som en "female-to-male transsexual", och flyttade till San Francisco för att få tillgång till könsbekräftande vård. Han blev en pionjär för homosexuella transmän och kämpade för att förändra diagnoskriterierna inom vården, så att sexuell läggning inte längre skulle vara ett hinder för medicinsk transition.
I San Francisco blev Sullivan en centralgestalt i transrörelsen och grundade stödgrupper, skrev en av de första guideböckerna för transmän och engagerade sig i GLBT Historical Society. Han arbetade för att skapa en gemenskap där transmän kunde få stöd och information, bland annat genom nyhetsbrevet The FTM Newsletter.
År 1986 diagnostiserades han med Hiv, troligen smittad redan 1980, och han blev den första kända transmannen med Aids. Om detta skrev han att: "Jag kände en viss tillfredsställelse i att informera könskliniken att även om deras program sa att jag inte kunde leva som en homosexuell man, verkar det som att jag kommer att dö som en." Trots sjukdomen fortsatte han sin aktivism fram till sin död 1991. Hans arbete förändrade synen på transmän inom både den medicinska världen och samhället i stort.

## Publicerade texter
- "A Transvestite Answers a Feminist" i Gay People's Union News (1973)
- "Looking Towards Transvestite Liberation" i Gay People's Union News (1974)
- Female to Male Cross Dresser and Transsexual (1980)
- Information for the Female to Male Cross Dresser and Transsexual (1990)[2][9]
- From Female to Male: The Life of Jack Bee Garland (1990)[10]
- We Both Laughed in Pleasure: The Selected Diaries of Lou Sullivan 1961-1991 (2019). Redigerad av Ellis Martin och Zach Ozma